# We Gotta Get out of This Place
Ne doit pas être confondu avec We Gotta Get out of This Place (film).
Singles de The Animals
Bring It On Home to Me
(1965) It's My Life
(1965)
We Gotta Get out of This Place, parfois écrit We’ve Gotta Get out of This Place, est une chanson rock écrite par Barry Mann et Cynthia Weil. Interprétée par The Animals en 1965, elle parle de l'aliénation des travailleurs :
Watch my daddy in bed and tired (« Vois mon père au lit fatigué »),
Watch his hair been turning gray (« vois ses cheveux devenir gris »),
He's been working and slaving his life away (« il a travaillé et été exploité toute sa vie »).
Elle exprime également le rejet des vielles structures qu'on retrouve dans le mouvement hippie, les révoltes étudiantes de 1968 et, plus tard, chez les punks.
C'est la chanson la plus demandée et populaire parmi les Forces armées des États-Unis lors de la guerre du Viêt Nam. Elle est considérée par certains comme l'hymne non officiel des vétérans.
En 1995, elle est sélectionnée par le Rock and Roll Hall of Fame comme l'une de « 500 chansons qui ont façonné le rock 'n' roll ». En 2004, elle est classée no 235 sur la liste des « 500 plus grandes chansons de tous les temps » selon le magazine Rolling Stone.

## Source de la traduction
- (en) Cet article est partiellement ou en totalité issu de l’article de Wikipédia en anglais intitulé « We Gotta Get out of This Place » (voir la liste des auteurs).